# 霍邱县
霍邱县是中國安徽省六安市下辖的一个县。区域总面积为3239平方公里，常住人口人口94.5万（2020年）。县人民政府驻城关镇。

## 歷史沿革
周代時為蓼國封地，故稱蓼城。南朝梁置霍丘戌。隋朝開皇十九年（599年）置霍丘縣，縣名因周代霍叔曾遷於此而得名（《讀史方輿紀要》：「志云：周成王時，霍叔遷於此，縣因以名。」）
清朝時，清代統治者為避孔子名諱（孔子名丘），改為霍邱縣。民國時期沿用。

## 行政区划
霍邱县下辖21个镇、9个乡：
城关镇、河口镇、周集镇、临水镇、新店镇、石店镇、马店镇、孟集镇、花园镇、扈胡镇、长集镇、乌龙镇、高塘镇、龙潭镇、岔路镇、冯井镇、众兴集镇、夏店镇、曹庙镇、范桥镇、潘集镇、彭塔乡、王截流乡、临淮岗乡、城西湖乡、宋店乡、三流乡、邵岗乡、白莲乡、冯瓴镇、安徽霍邱经济开发区和水产局管辖村。

## 人口民族
根据六安市第七次全国人口普查公报显示：霍邱县常住人口为944985人，男性占比52.19%，女性占比47.81%，年龄结构中0-14岁占比22.55%，15-59岁占比54.93%，60岁以上占比22.52%，65岁以上占比18.17%。2020年初：全县共有户数53.14万户，户籍人口164.53万人。

## 軼事
霍邱民風純樸，尤以善飲聞名，酒文化源遠流長。在霍邱方言裡，“霍邱”與“喝酒”諧音，因此外界又戲稱霍邱縣為“喝酒縣”。

## 特产
- 霍邱柳编[5]
- 臨水酒[6]